# Kristoff (Disney)
Kristoff Bjorgman, mais conhecido como Kristoff, é um personagem fictício que aparece no 53° filme de animação dos estúdios Walt Disney Pictures, Frozen. Sua voz original é feita pelo ator Jonathan Groff. Na quarta temporada da série Once Upon a Time, o mundo de Frozen é explorado e Kristoff é representado pelo ator Scott Michael Foster. Após ter se casado com Anna em Frozen 2, Kristoff ganha o título oficial de príncipe da Disney, entrando também na franquia Disney Príncipes como um dos príncipes oficiais da franquia.

## Biografia
Kristoff vive no alto das montanhas e sua profissão é a de Iceman. Ele recolhe o gelo que fica no alto das montanhas para vender em Arendelle e, embora prefira uma vida solitária ao lado de sua rena (e melhor amigo Sven), ele acaba ajudando a princesa Anna de arendelle a encontrar sua irmã mais velha, Elsa. Kristoff desde de pequeno viveu sozinho com Sven, até o dia em que seguiu os reis de Arendelle até os trolls, que mais tarde acabariam adotando os dois.

## Personalidade
Em um lado de sua personalidade, Kristoff é um personagem rude, solitário e tem uma postura desconfortável. Em outro lado de sua personalidade, Kristoff é leal, forte, bonito, corajoso, amável, aventureiro e tem um coração puro, pois se importa profundamente com aqueles que ama.

## Canções do personagem
-Rena É Melhor do que Gente-(canção solo cantada para Sven dormir)-interpretada por Raphael Rossatto.
-Rena É Melhor do que Gente (Continuação)-(canção solo com Sven)-interpretada por Raphael Rossatto.
-Não Sei Onde Estou-(canção solo com Sven)-interpretada por Raphael Rossatto.